# نوبوو فوجیشیما
نوبوو فوجیشیما (به انگلیسی: Nobuo Fujishima) بازیکن فوتبال اهل ژاپن و عضو تیم ملی فوتبال ژاپن است که در تاریخ ۲۹ سپتامبر ۱۹۷۱ میلادی اولین بازی ملی‌اش را انجام داد. او در ۶۵ بازی ملی حضور داشت و آخرین بازی ملی خود را در تاریخ ۲۳ اوت ۱۹۷۹ میلادی انجام داد. نوبوو فوجیشیما در بازی‌های ملی‌اش
۷ گل به ثمر رساند.